# Дворец Радзивиллов (Полонечка)
Дворец Радзивиллов (бел. Палац Радзівілаў) — дворцово-парковый комплекс на левом берегу реки Змейка. Расположен в деревне Полонечка Барановичского района Брестской области Белоруссии. 14 мая 2007 года Постановлением Совета Министров Республики Беларусь объекту присвоен статус историко-культурной ценности регионального значения.

## История
Документированная дата закладки усадьбы не значится. Она формировалась Радзивиллами со второй половины XVIII века. В первой четверти XIX века усадьба включала парадный двор с дворцом, «французский» и «английский» парки, овощной огород, каплицу, оранжерею, водную систему, хозяйственный двор, мельницу и длинную подъездную аллею.
Первым хозяином был князь Матвей Радзивилл (1749—1800), каштелян Виленский, знаменитый поэт, публицист, общественный деятель Великого княжества Литовского, повенчанный с Эльжбетой из зажиточного рода Ходкевичей. Затем Полонечкой владел сын Мацея — Константин (1793—1869), который и является создателем существующего дворца.
Известно, что и при Матвее существовал дворец, но ампирный характер здания свидетельствует, что он был создан в первой половине XIX века. Согласно вводному акту от 1873 года, Полонечка стала собственностью Матвея Юзефа (1842—1907), женатого на Марии Ядвиге Красинской, владевшей большим имением Зегжа под Варшавой. В 1911 году Полонечкой и Ишкольдью владел правнук Альберт Станислав (1868—1927). Князь Альберт Станислав не имел детей. В 1919 году, уезжая в Америку, записал имение племяннику Владиславу Радзивиллу (1909—1978), сыну брата Франтишка Пиуса. Последними владельцами были Ваньковичи, один из которых выиграл Полонечку в карты, а после них — Яронские.
В 1777 году в гостях у Матвея Радзивилла в Полонечке побывал российский сенатор и сатирик Денис Фонвизин.
Дворец значительно пострадал в период Великой Отечественной войны. Позднее в здании располагалась школа-интернат. В 1990-е годы у постройки провалилась крыша. Школе-интернату нашли другое здание, а дворец оказался в заброшенном состоянии. В 2014 году дворец Радзивиллов купила компания «Спецактивстрой-инвест», но так и не смогла найти инвестора для реставрации и выплатить всю сумму за покупку. В конце 2020 года здание сошло с аукциона за 19 200 белорусских рублей. Новый собственник ставит задачу реставрации комплекса.

## Описание

### Дворец

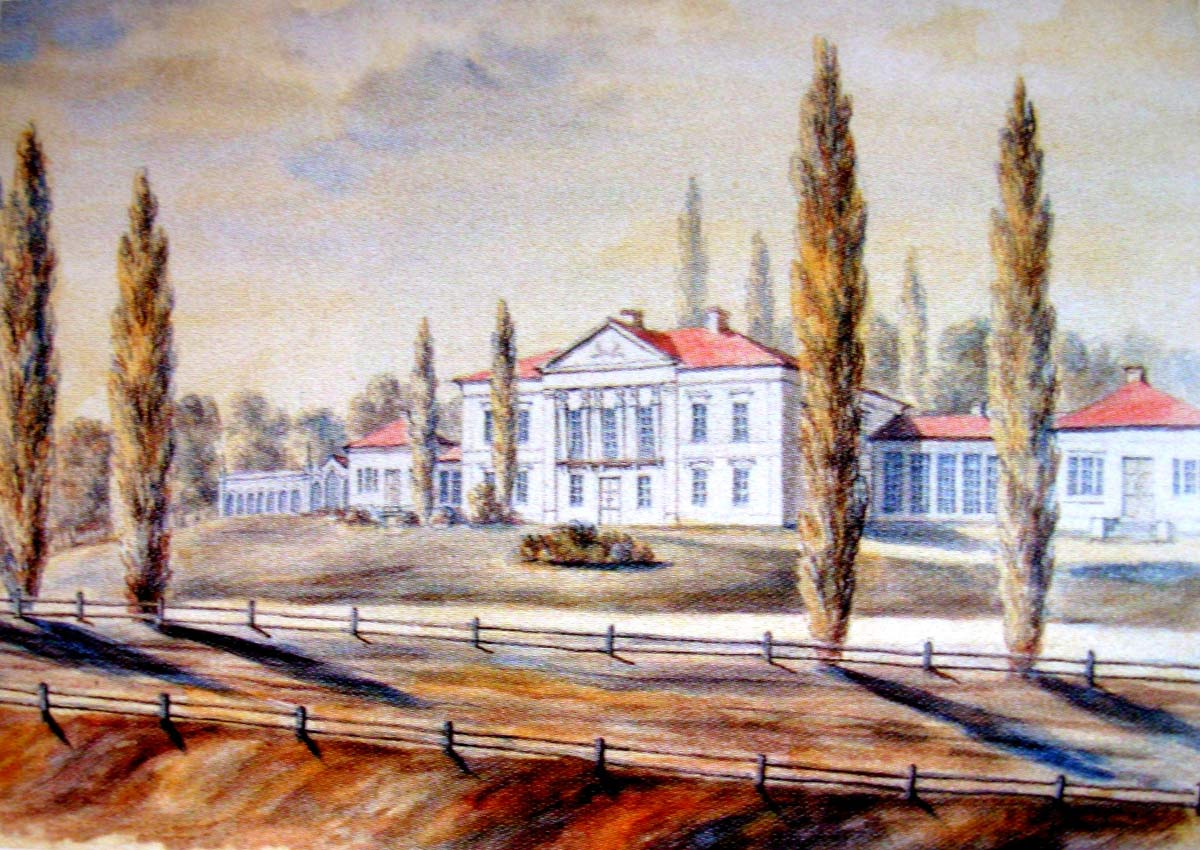
Дворец на рисунке Н. Орды

Построен по проекту неизвестного итальянского зодчего. Имеет симметрично-осевую трёхчастную композицию, включает центральный двухэтажный объём, соединённый галереями. Центральная часть парадного фасада выделена широким ризалитом. Гермы в виде шести укороченных пилястр, увенчанных скульптурными изображениями древнегреческих философов, поддерживают массивный антаблемент.
Интерьер дворца отличался множеством разных помещений по форме и размерам. Его центральную часть на первом этаже занимал большой зал с двумя мраморными каминами, к которому примыкали жилые помещения. Большой зал на втором этаже имел зеркальное покрытие стен. В центре зала стоял огромный стол, накрытый зелёным сукном. Некоторые помещения имели паркет из разноцветного дерева, живописный рисунок которого напоминал паркет в залах Королевского замка в Варшаве. В библиотеке дворца размещалось около 4000 томов уникального книгосбора.
В начале XX века дворец имел электрическое освещение и паровое отопление. Он дважды горел и разрушался (1917 и 1943 годы). Восстановлен после войны с некоторыми изменениями (утрачены фронтон, окна порте-фенетры, гермы крыльев), проведена перепланировка интерьеров. Парадная лестница главного корпуса замена боковыми лестничными маршами.
Дворец — образец застройки крупного усадебно-паркового ансамбля с чертами архитектуры позднего классицизма.

### Парк
Пейзажный парк располагался перед дворцом, раскинувшись по склону вдоль неширокой террасы, по которой проходила въездная аллея. Парковые насаждения, сложенные преимущественно клёном, липой, ясенем, черёмухой, были вырублены в годы войны. Парк завершался системой прудов в пойме Змейки.

## Галерея

### Исторические снимки

Старые снимки
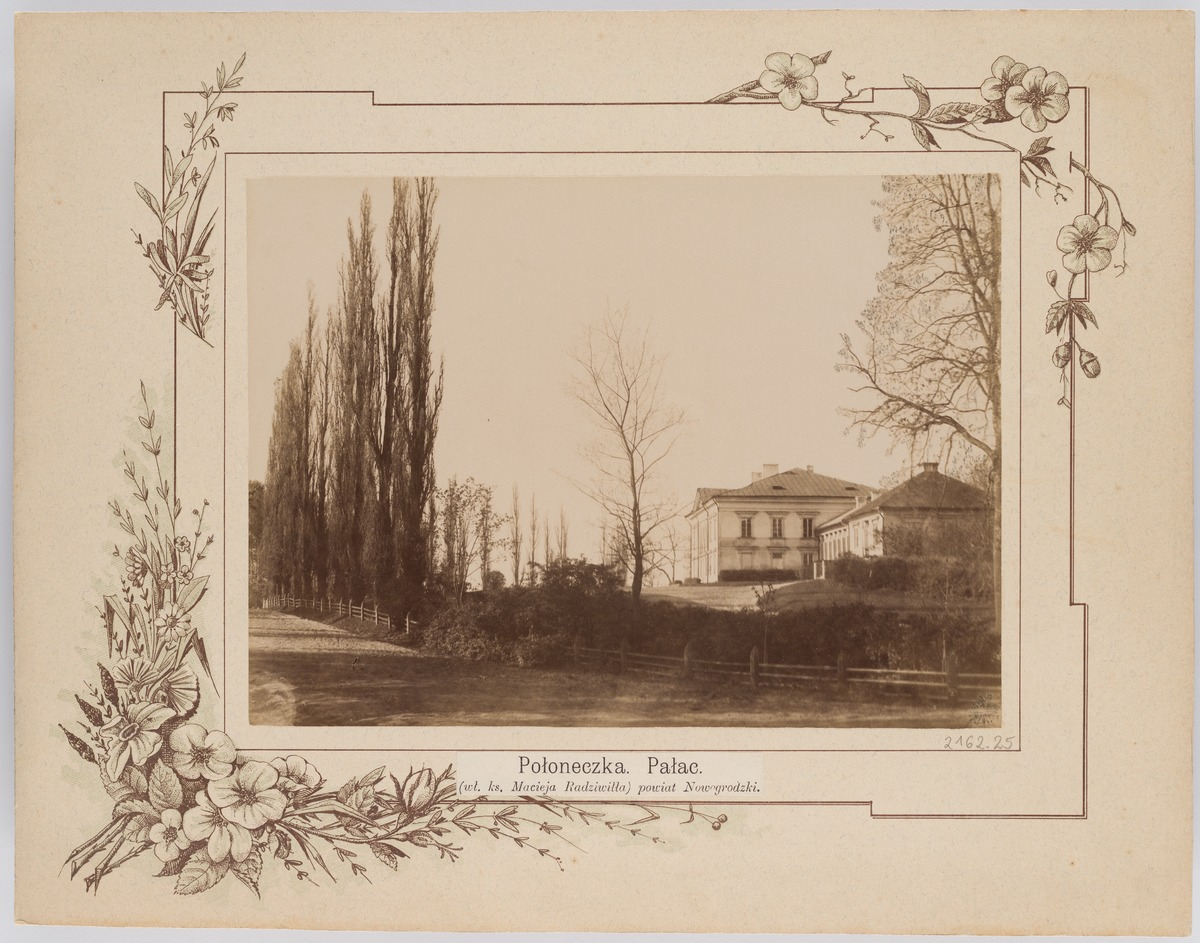
Т. Боретти, 1894 г.
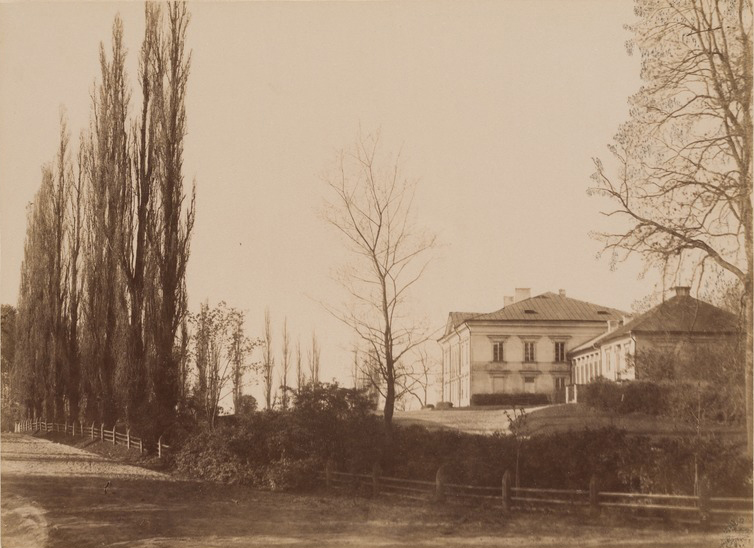
Т. Боретти, 1894 г.
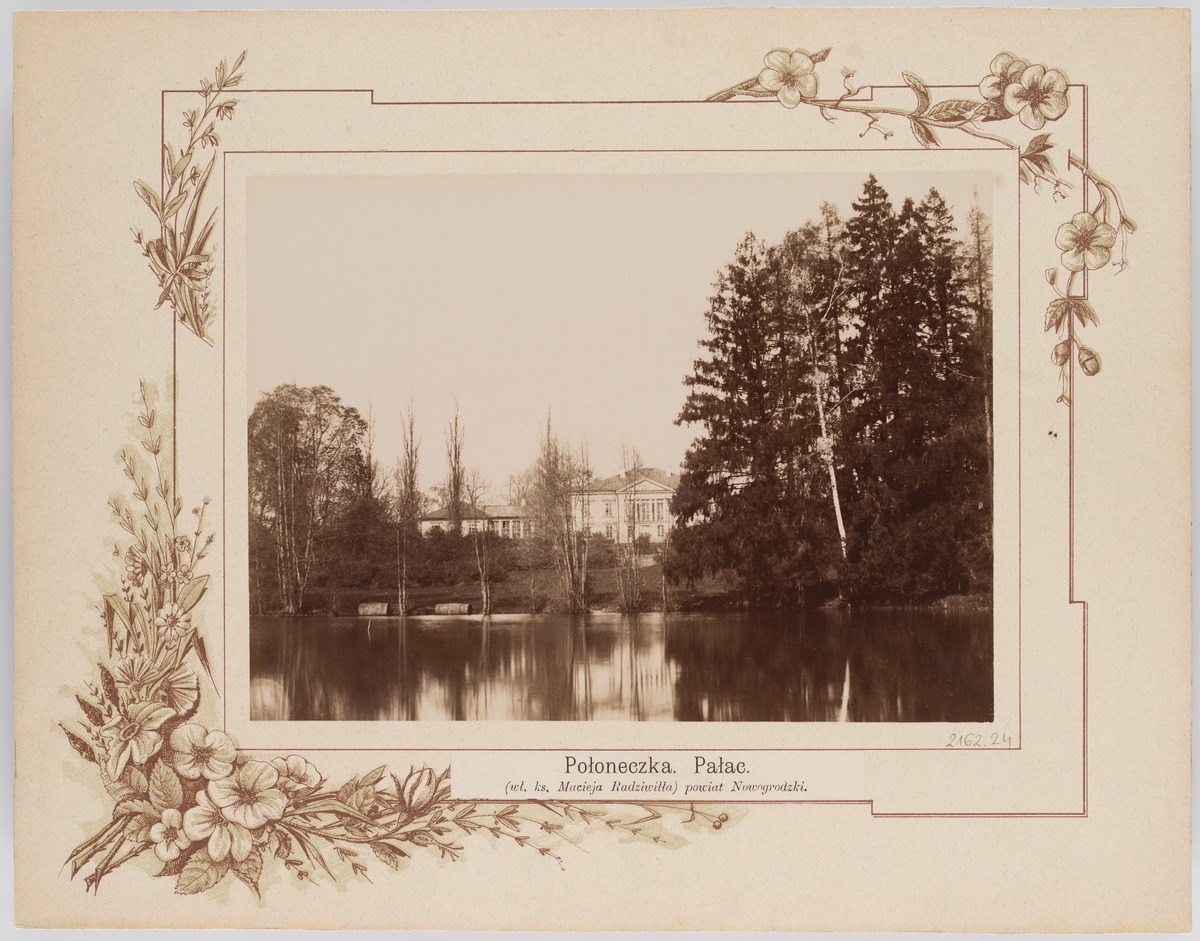
Т. Боретти, 1894 г.
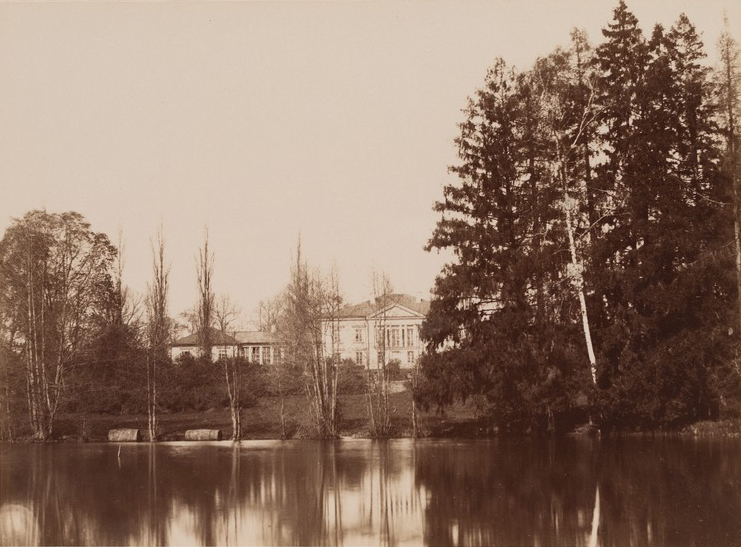
Т. Боретти, 1894 г.

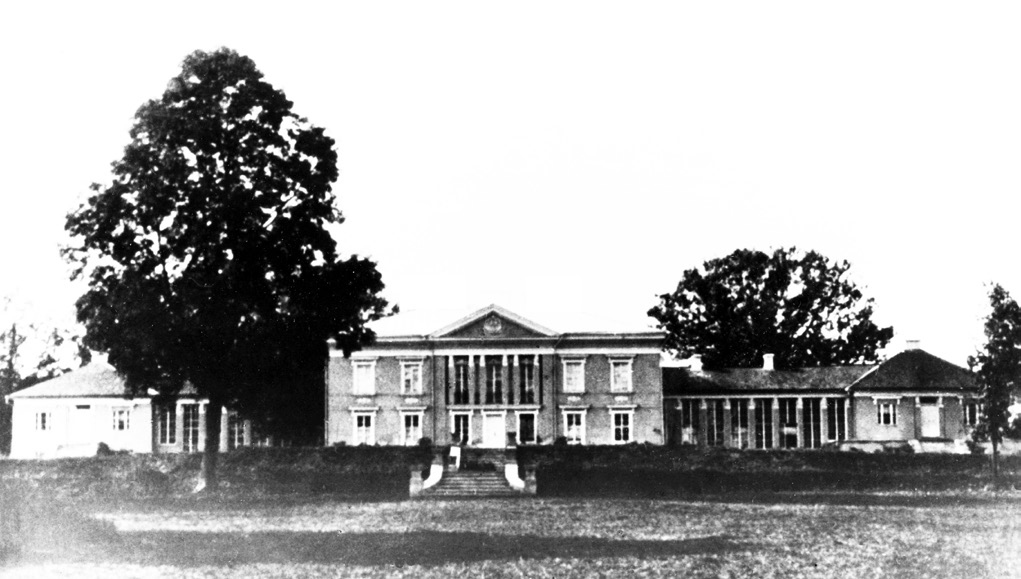
до 1915 г.
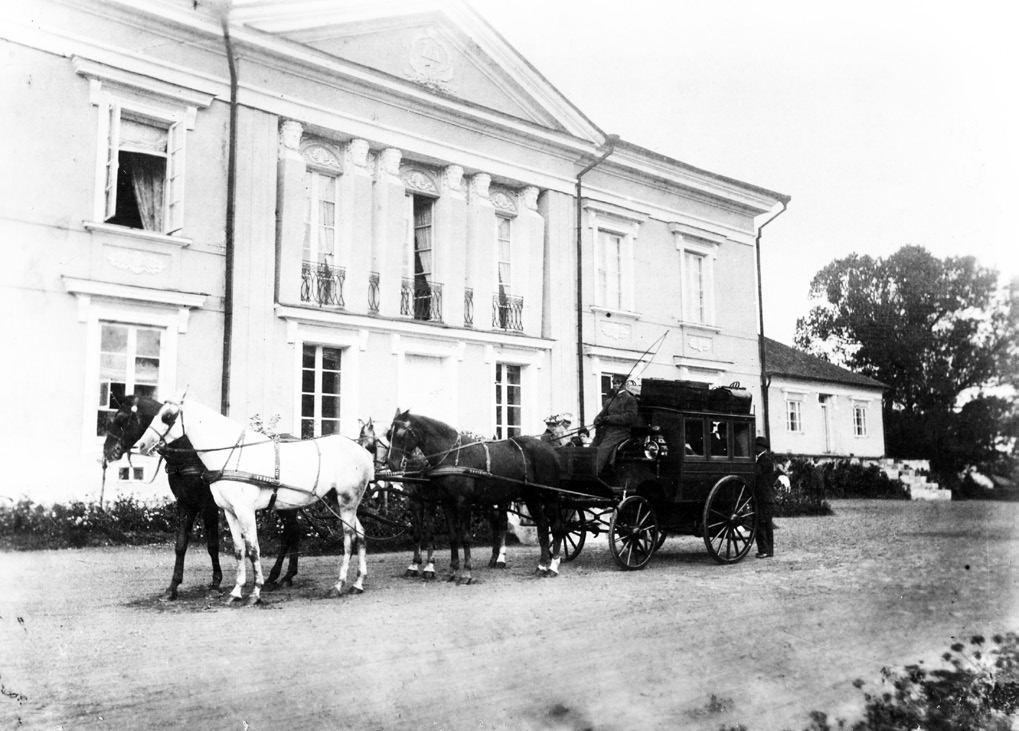
до 1915 г.
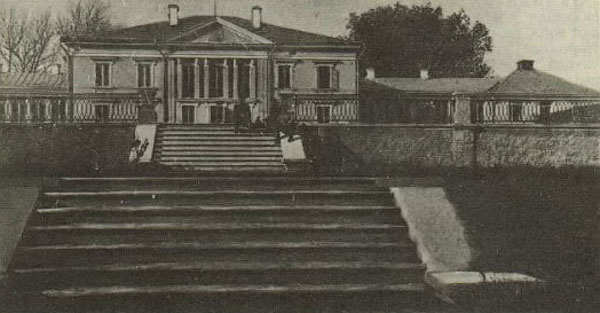
1910 г.
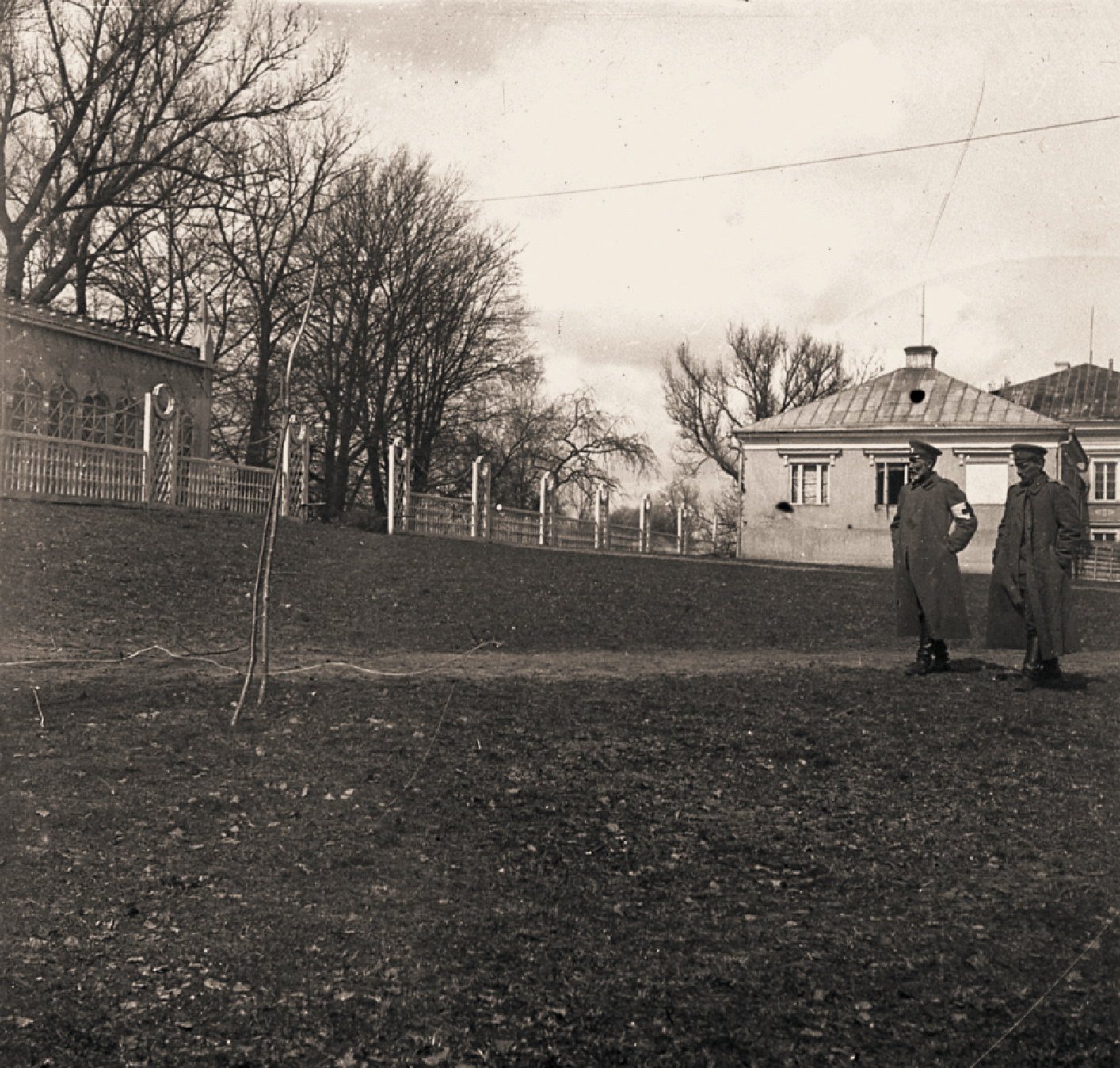
М. Шилов, 1916 г.

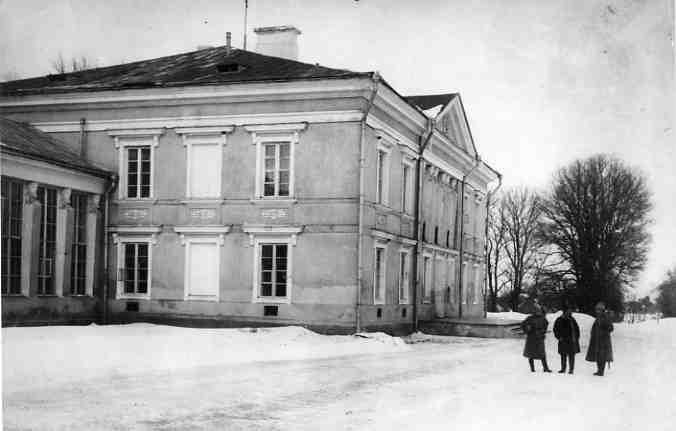
26 февраля 1917 г.
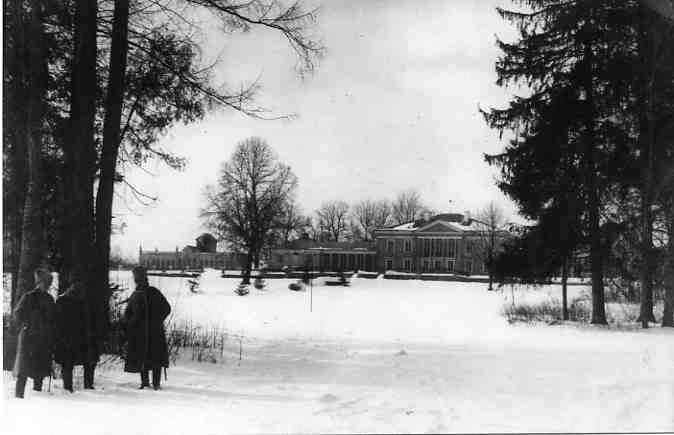
26 февраля 1917 г.
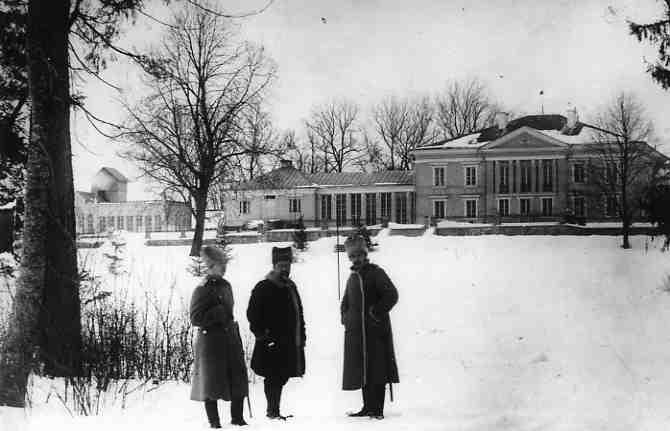
26 февраля 1917 г.
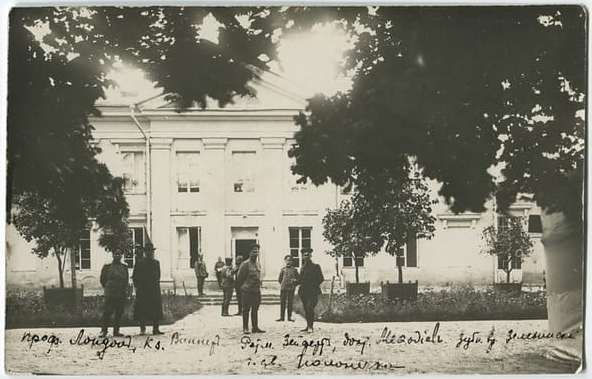
1917 г.

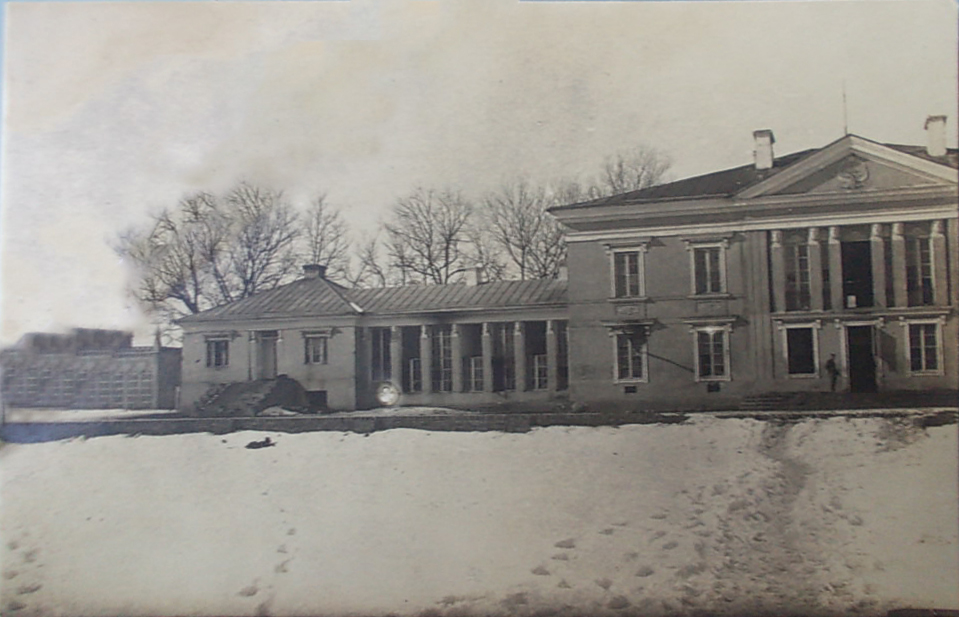
1923 г.
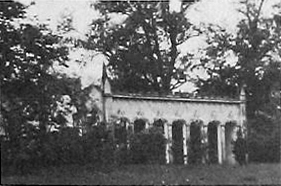
до 1939 г.
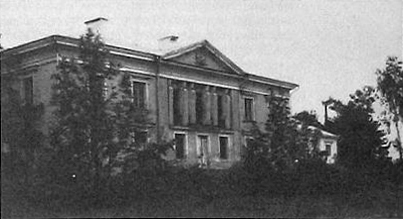
до 1939 г.
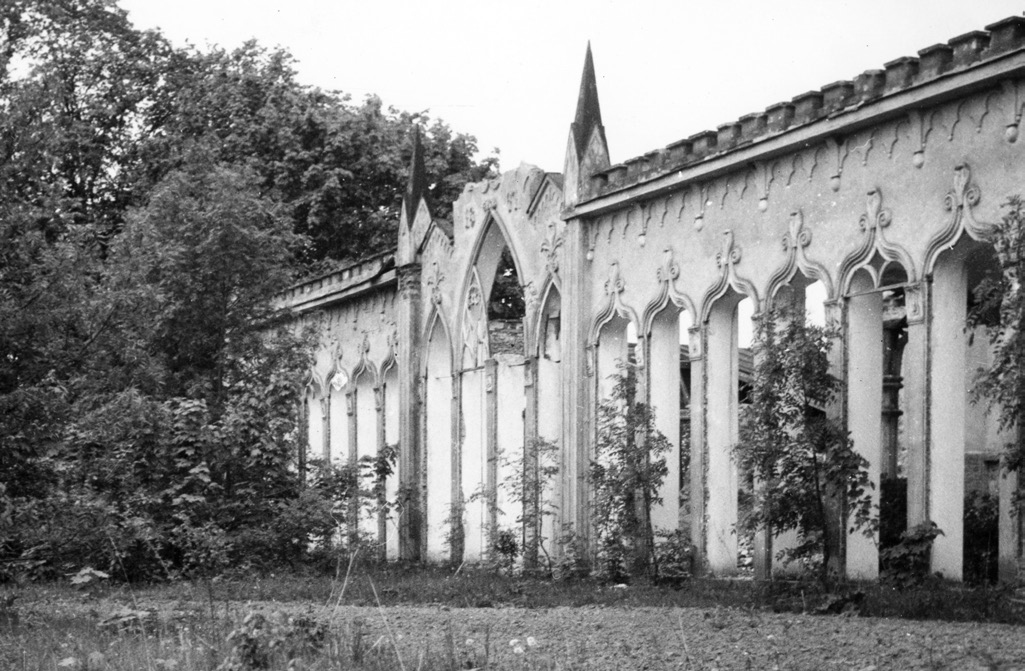
Саваневич, 1930 г.

### Современные снимки

Современное состояние
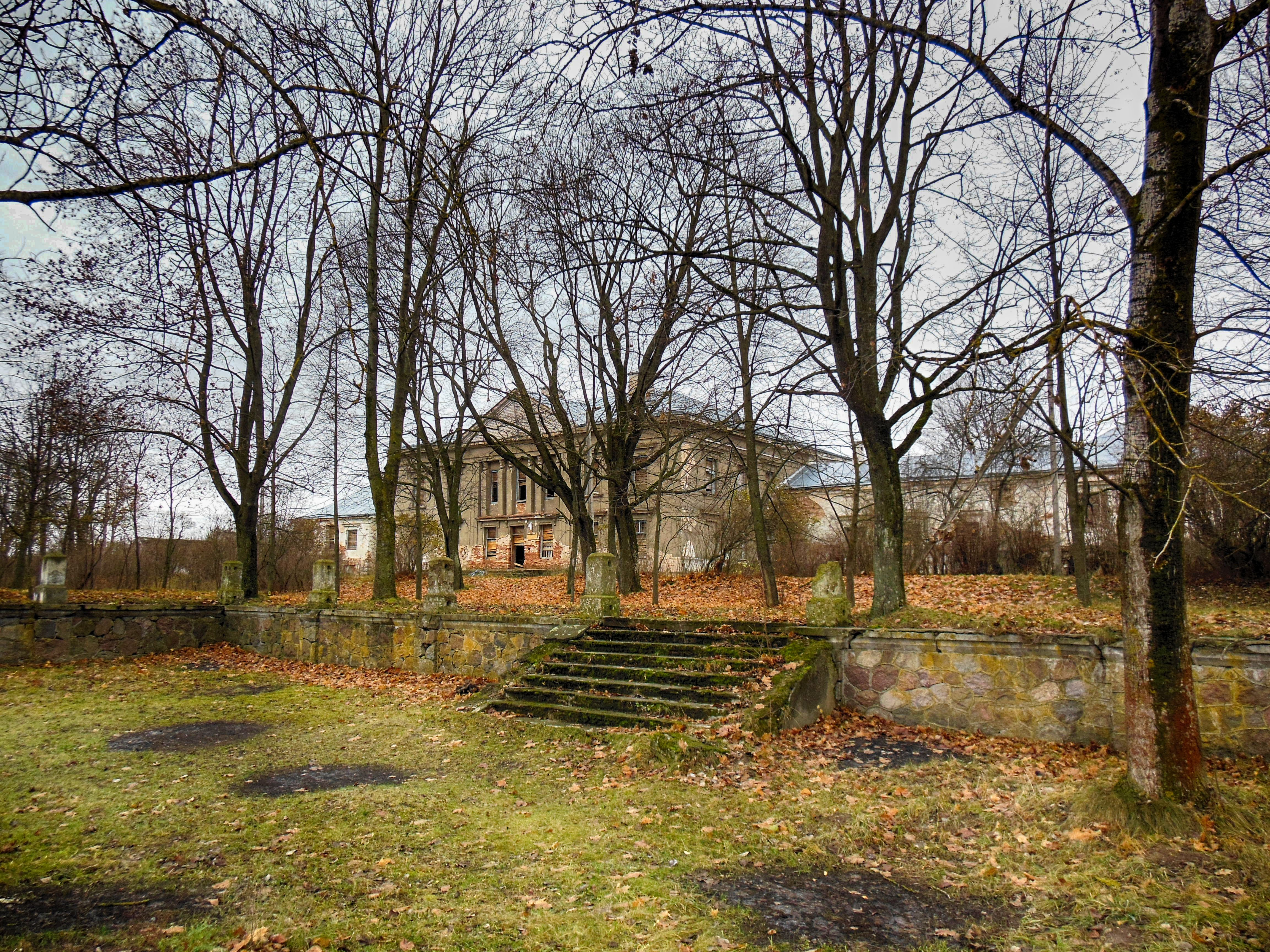
Внешний вид
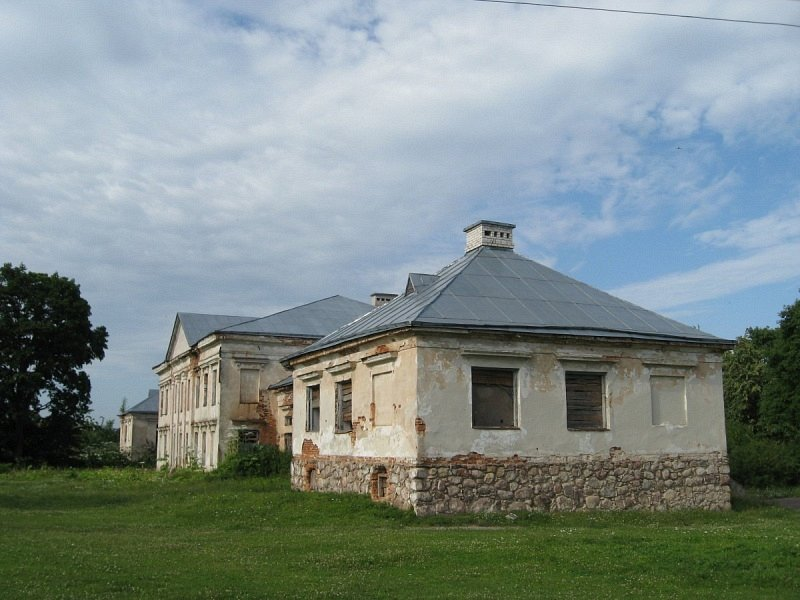
Дворец
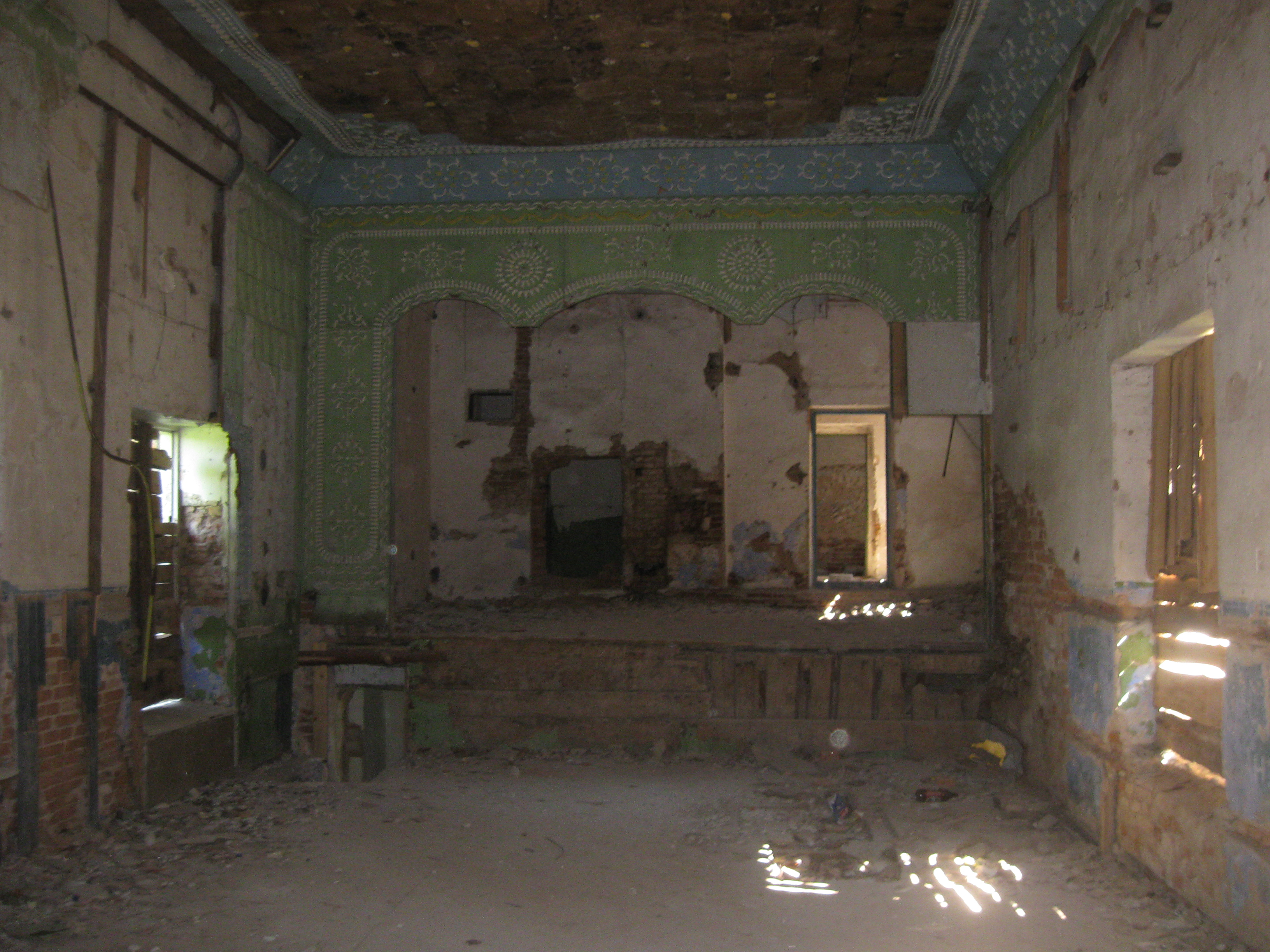
Внутренний вид
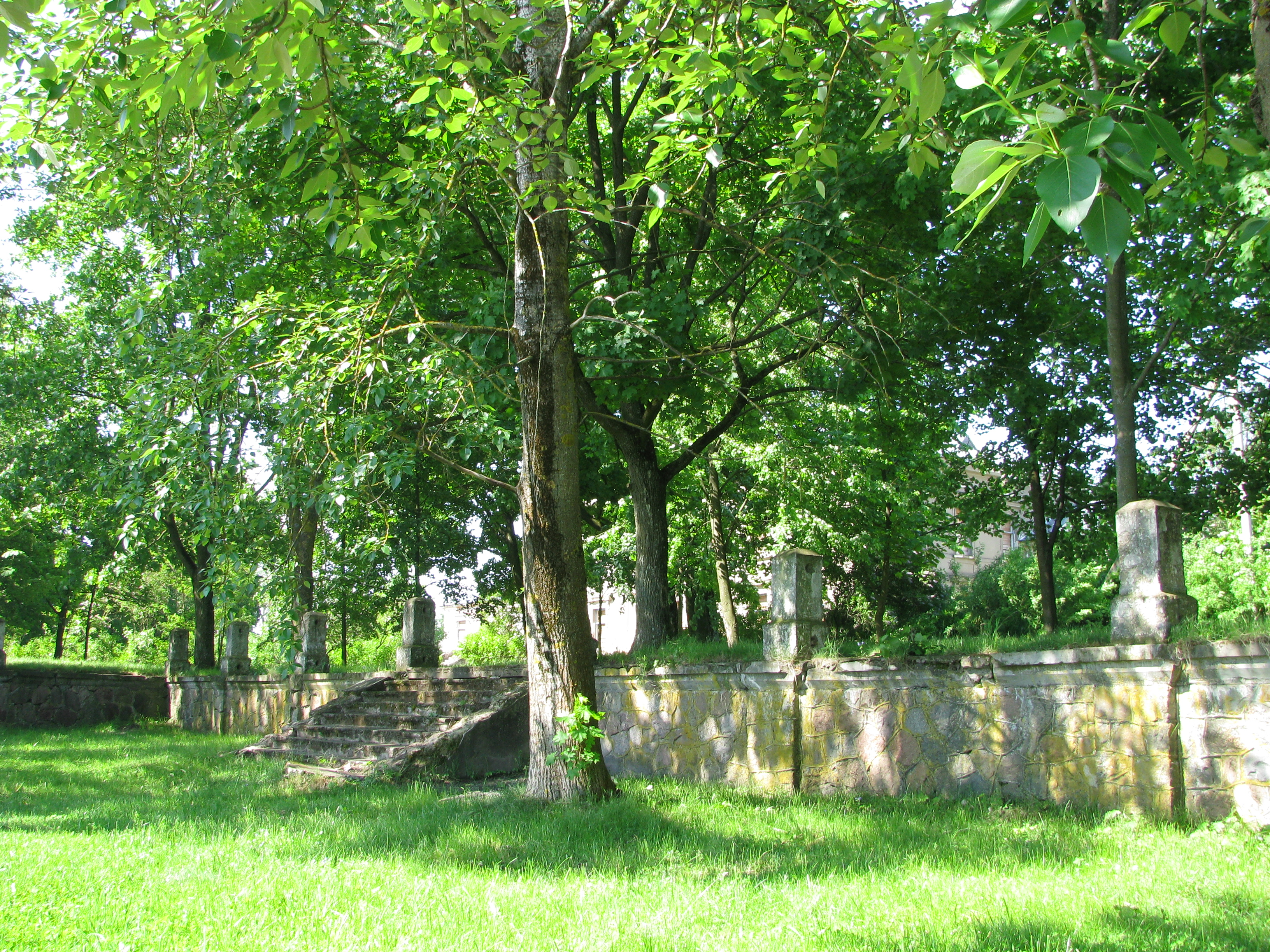
Парк